# Степанов Олександр Миколайович
Олександр Миколайович Степанов (нар. 26 травня 1983, Чернівці, УРСР, СРСР) — колишній український та російський футболіст, нападник. Нині тренер.

## Життєпис
Розпочинав кар'єру в «Буковині» в 2001 році.
Влітку 2002 року перейшов у російський клуб «Сатурн-REN TV» з Раменського, однак виступав за дублюючий склад. Напередодні початку сезону 2003 року вирушив до Владикавказа, де грав за «Спартак-Аланію». Дебютував у чемпіонаті Росії 16 березня того ж року в домашньому матчі 1-го туру проти московського «Динамо», вийшовши на заміну на 75-й хвилині зустрічі Івана Євича.
Влітку 2003 року залишив «Спартак-Аланію». Далі грав за «Металург-Кузбас». У 2008 році виступав за фінський клуб «Ракуунат».
Завершив професіональну кар'єру в 2009 році в клубі «Зірка» з Кіровограда. Грав за футзальний клуб «Меркурій» (Чернівці), а з 2010 по 2011 рік виступав у чемпіонаті Чернівецької області за «Банилів» та «Волоку». У тому ж чемпіонаті працював і тренером.
Займається бізнесом в місті Чернівці.

## Досягнення
- Переможець Другої ліги України (1): 2008/09